# Henry Hastings, III conte di Huntingdon
Henry Hastings, III conte di Huntingdon (Ashby-de-la-Zouch, 1536 – 14 dicembre 1595) è stato un nobile inglese.

## Biografia
Era il figlio di Francis Hastings, II conte di Huntingdon, e di sua moglie, Catherine Pole.
Il suo bisnonno Lord William Hastings, amico e alleato di Edoardo IV, fu decapitato nel 1483 per ordine di Riccardo III. I suoi nonni paterni erano George Hastings, I conte di Huntingdon e Anne Stafford. I suoi nonni materni erano Henry Pole, I barone di Montagu e Jane Neville, figlia di George Nevill, IV barone di Bergavenny e Margaret Fenne.
Anne Stafford era una figlia di Henry Stafford, II duca di Buckingham e Catherine Woodville. Henry Pole era un figlio di Sir Richard Pole e Margaret Pole, VIII contessa di Salisbury. Margaret era l'unica figlia di Giorgio Plantageneto, I duca di Clarence e Isabella Neville. Sia Buckingham sia Clarence erano discendenti della Casa dei Plantageneti ed erano parenti stretti dei vari monarchi d'Inghilterra.
Venne educato in un primo momento da insegnanti privati nella sua residenza di famiglia. In seguito si unì il futuro Edoardo VI come suo compagno di classe sotto la guida di Richard Cox, John Cheke e Jean Belmain, che gli fornirono una formazione basata sui principi dell'umanesimo.

## Carriera politica
Era stato fedele a Edoardo VI, Jane e Maria I durante i loro rispettivi regni e suo padre rimase un uomo politico influente. Quando Maria I morì senza figli e gli succedette la sua più sorellastra minore Elisabetta I nel 1558, egli fu tra i suoi sostenitori.
Suo padre morì il 25 gennaio 1560 e Henry divenne il terzo conte di Huntingdon.
A causa della sua alleanza coniugale, Henry fu incarcerato nella Torre di Londra. Maria tentò di riconciliarsi con la famiglia Hastings: Henry ben presto ritornò libero e le prestò giuramento.
Henry seguì il suo prozio, il cardinale Reginald Pole, nelle sue visite a Calais, nelle Fiandre e al monastero londinese di Smithfield. I due uomini scortarono anche Filippo II di Spagna per il suo matrimonio con Maria. Nonostante la sua lealtà personale a Maria e al suo prozio: egli era calvinista e mostrò poca prudenza finanziaria a sostegno delle sue convinzioni puritane.
A quell'epoca, essendo uno dei discendenti della casa reale inglese del Plantageneto, era considerato come possibile erede al trono al posto della dinastia dei Tudor. Era sostenuto dei protestanti e dei nemici di Maria di Scozia. Elisabetta I non si fidava di lui, ma le era ancora utile.
Nel 1572 è stato nominato presidente del Consiglio del Nord. Fu creato conte come riconoscimento per la sua antipatia nei confronti di Maria di Scozia. In seguito è stato uno dei Pari al suo processo nel 1586.

## Matrimonio
Sposò, il 25 maggio 1553, Lady Katherine Dudley (1538-1620), figlia di John Dudley, I duca di Northumberland e Jane Guilford. La coppia non ebbe figli.

## Morte
Morì il 14 dicembre 1595.